# Evalljapyx dolichodduus
Evalljapyx dolichodduus är en urinsektsart som beskrevs av Filippo Silvestri 1911. Evalljapyx dolichodduus ingår i släktet Evalljapyx och familjen Japygidae. Inga underarter finns listade i Catalogue of Life.